# Greentown
Greentown – jednostka osadnicza w Stanach Zjednoczonych, w stanie Ohio, w hrabstwie Stark.